# مونته (آرکانزاس)
مونته (آرکانزاس) (به انگلیسی: Monette, Arkansas) یک شهر در ایالات متحده آمریکا با جمعیت ۱٬۲۴۷ نفر است که در شهرستان کریگهد، آرکانزاس واقع شده‌است.

## موقعیت جغرافیایی
موقعیت جغرافیایی شهرها و مناطق اطراف به شرح زیر است: